# Горњи Дрежањ
Горњи Дрежањ је насељено мјесто у општини Невесиње, Република Српска, БиХ. Према попису становништва из 1991. у насељу је живјело 79 становника.

## Становништво
| Демографија | Демографија | Демографија |
| Година      | Становника  | Становника  |
| ----------- | ----------- | ----------- |
| 1961.       | 331         |             |
| 1971.       | 257         |             |
| 1981.       | 113         |             |
| 1991.       | 79          |             |